# Chelonus tricoloratus
Chelonus tricoloratus är en stekelart som beskrevs av Cameron 1905. Chelonus tricoloratus ingår i släktet Chelonus och familjen bracksteklar. Inga underarter finns listade i Catalogue of Life.